# Henri Tajfel

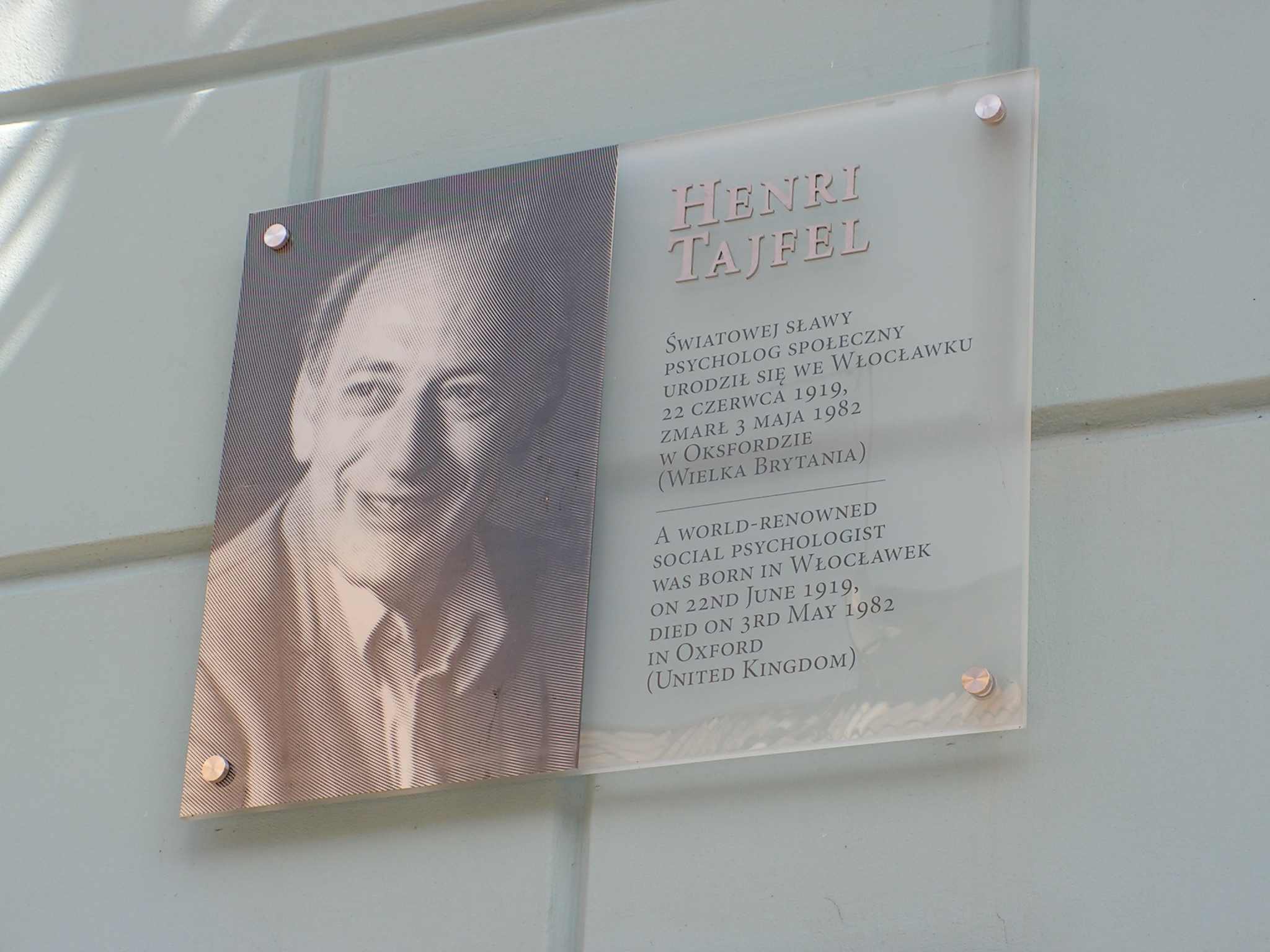
Tablica upamiętniająca Tajfela na gmachu rektoratu Państwowej Uczelni Zawodowej we Włocławku

Henri Tajfel (także Hersz Mordche Tajfel) ur. 22 czerwca 1919 we Włocławku, zm. 3 maja 1982 w Oksfordzie) – angielski psycholog społeczny polsko-żydowskiego pochodzenia.
Tajfel wychował się w Polsce. Z powodu ograniczeń dotyczących żydowskich studentów (numerus clausus), opuścił Polskę, by studiować we Francji. W przededniu wybuchu drugiej wojny światowej studiował chemię na paryskiej Sorbonie, ale zrezygnował ze studiów, gdyż - jak sam stwierdził - "brakowało mu do tego serca" (za Leonardem Mlodinowem) i wolał smakować uroki Paryża. Zaciągnął się do armii francuskiej, dostał się do niewoli niemieckiej i resztę wojny spędził w różnych obozach jenieckich. Jak wspomina, miał w związku z tym poważne rozterki, gdyż jako Francuz byłby tylko przeciwnikiem, a przyznając się do żydostwa, polskiego pochodzenia, niechybnie poniósłby śmierć, wybrał więc opcję pośrednią i przez kolejne 4 lata podawał się za obywatela francuskiego jednocześnie nie zaprzeczając, że jest Żydem, ale nie ujawniając, że pochodzi z Polski. Tajfel, którego prawie cała rodzina zginęła w czasie wojny, po wyzwoleniu pracował w kilku organizacjach pomocy uchodźcom i ofiarom wojny.
W 1946 rozpoczął studia psychologiczne, początkowo we Francji, a od 1954 w Wielkiej Brytanii. Tutaj zaczął interesować się nową szkołą psychologii społecznej (tzw. “New Look”) i badał proces błędów w percepcji. Późniejsze jego badania koncentrowały się na psychologii relacji pomiędzy grupami – jak procesy psychologiczne kształtują i jak równocześnie są kształtowane przez procesy społeczne.
W 1967 został profesorem psychologii społecznej na Uniwersytecie w Bristolu, gdzie pracował do śmierci. Opracował tutaj swój schemat eksperymentalny, znany jako minimal group experiments, do badań nad uprzedzeniami międzygrupowymi i kategoryzacją społeczną. Wraz z Johnem Turnerem opracował teorię tożsamości społecznej (Social Identity Theory – SIT), której celem jest wyjaśnienie, jak własna przynależność grupowa wpływa na ocenę siebie, swojej grupy i grup obcych – w szczególności zaś faworyzowanie własnej grupy i dyskryminowanie grup obcych.

## Publikacje
- Tajfel, H. (1959). Quantitative judgment in social perception. British Journal of Psychology, 50, 16-29.
- Tajfel, H. (1969). Cognitive aspects of prejudice. Journal of Social Issues, 25, 79-97.
- Tajfel, H. (1970). Experiments in intergroup discrimination. Scientific American, 223, 96-102.
- Tajfel, H. (1972). La catégorisation sociale. In S. Moscovici (Ed.), Introduction à la psychologie sociale (Vol. 1). Paris : Larousse.
- Tajfel, H., Billig, M., Bundy, R. P. & Flament, C. (1971). Social categorization and intergroup behaviour. European Journal of Social Psychology, 1, 149-178.
- Tajfel, H. (1974). Social identity and intergroup behaviour. Social Science Information, 13, 65-93.
- Tajfel, H. (Ed.). (1978). Differentiation between social groups: Studies in the social psychology of intergroup relations. London: Academic Press.
- Tajfel, H. & Turner, J. C. (1979) "An Integrative Theory of Intergroup Conflict", in W. G. Austin & S. Worchel (eds) The Social Psychology of Intergroup Relations. Monterey, CA: Brooks-Cole .
- Tajfel, H. (1981). Human Groups and Social Categories. Cambridge University Press, Cambridge.
- Tajfel, H. (1982). Social psychology of intergroup relations. Annual Review of Psychology, 33, 1-39.
- Tajfel, H. & Turner, J. C. (1986). The social identity theory of inter-group behavior. In S. Worchel & L. W. Austin (eds.), Psychology of Intergroup Relations. Chigago: Nelson-Hall